# Władysław Bujalski
Władysław Bujalski (ur. 1862, zm. 12 sierpnia 1934 w Wilnie) – lekarz polski, ginekolog.

## Życiorys
Pochodził z Grodzieńszczyzny. Ukończył gimnazjum w Wilnie, następnie (w 1889) studia uniwersyteckie w Warszawie. Naukę kontynuował w Wojskowej Akademii Lekarskiej w Petersburgu, gdzie uzyskał dyplom po przedstawieniu pracy O przebiegu w normalnych połogach okresu poporodowego. W 1896 osiadł w Wilnie, gdzie wspólnie z kilkoma innymi lekarzami (Rymszą, Waszkiewiczem, Pietraszkiewiczem, Kanem) otworzył i prowadził prywatną klinikę ginekologiczno-położniczą. Placówka ta zyskała z czasem opinię wzorcowej.
W 1921 współwłaściciele kliniki, w tym Bujalski, odstąpili ją Uniwersytetowi Wileńskiemu; Bujalski otworzył wówczas nieduży szpital na kilka łóżek we własnym domu i prowadził ten zakład do 1929. Był autorem rozpraw zamieszczanych w piśmie fachowym "Ginekologia".